# حسن المصري (فلم)
حسن المصري هو فيلمٌ مصريٌ أُنتج عام 2023.

## قصة الفيلم
حسن المصري (أحمد حاتم) مسؤول حراسات خاصة سابق، يذهب إلى حبيبته في لبنان، ويعمل في شركة التأمين الخاصة بها، لكن يتورط مع أحد أكبر تجار السلاح.

## إنتاج الفيلم
الفيلم من بطولة ويقوم ببطولة الفيلم النجوم أحمد حاتم، لينا صوفيا، ديامان بو عبود، مراد مكرم، فريال يوسف.
وقد صُوّرت معظم مشاهد الفيلم في العاصمة اللبنانية بيروت، وصُوّرت بعض المشاهد في القاهرة، وهو إنتاجٌ مشتركٌ بينشركات مصر العالمية، وسينرجي ونيوسنشري.
الفيلم هو ثاني فيلم لأحمد حاتم بعد فيلم المطاريد المعروض في نفس العام، وأول فيلم لفريال يوسف بعد فيلم ماكو عام 2021.